# Isidoro Maggi
Isidoro Maggi (Arcidosso, 24 marzo 1840 – Arcidosso, 11 agosto 1884) è stato un politico, avvocato e imprenditore italiano.

## Biografia
Laureato in giurisprudenza all'Università di Pisa, esercitò la professione di avvocato prima a Torino, nello studio di Angelo Brofferio, poi a Roma. Si dedicò anche al giornalismo e soprattutto alla politica, tanto che nel 1876 venne eletto deputato del Regno d'Italia nelle file dei liberali per tre legislature (XII, XIII, XV).
Come avvocato si distinse nella difesa dei lazzarettisti al processo di Siena del 1879, mentre notevole fu la sua attività imprenditoriale nello sfruttamento industriale delle terre coloranti o nella lavorazione della lana. Per quest'ultima attività fu significativo il lanificio dei Bagnoli, presso Arcidosso, che utilizzava la forza motrice della cascata dell'Acqua d'Alto. Maggi progettò anche nuovi macchinari per la stenografia e la stenotipia (1871, 1881).